# Flughafen Lanzarote

i8
i11
i13
Der Flughafen Lanzarote (spanisch Aeropuerto César Manrique-Lanzarote; IATA-Code: ACE, ICAO-Code: GCRR) ist ein spanischer Flughafen auf der Insel Lanzarote in der Nähe der Inselhauptstadt Arrecife. Er liegt auf der Liste der Flughäfen in Spanien an elfter Stelle und ist nach den Flughäfen Gran Canaria und Teneriffa Süd der drittgrößte der Kanarischen Inseln. Der Flughafen wird als Base Aérea de Lanzarote (bis 2025 Aeródromo Militar de Lanzarote) auch von den spanischen Luft- und Weltraumstreitkräften genutzt.

## Anfahrt
- Bus: Linien 22 und 23 verkehren zum Busbahnhof von Arrecife, Linie 23 auch nach Playa Honda.[1]

## Geschichte
1936 wurde mit dem Bau eines Behelfsflughafens begonnen. Im Sommer 1940 errichtete man fünf Kilometer westlich von Arrecife, an der Costa de Guacimeta in der Gemeinde San Bartolomé, einen Militärflugplatz zur Verteidigung der Inselgruppe durch die spanische Luftwaffe. 1946 wurde dieser provisorisch für den zivilen Luftverkehr freigegeben und 1947 nach einigen Umbaumaßnahmen offiziell für Inlandsflüge geöffnet. Nach diversen Ausbauarbeiten und Errichtung eines Vorfeldes in den 1950er Jahren erhielt der Flughafen 1965 eine 1850 Meter lange und 45 Meter breite, befestigte Lande- und Startbahn mit provisorischer Befeuerung.
1969 wurde der Flughafen umfangreich mit Abfertigungsgebäude, Vorfeld, Energieversorgung und Funktechnik erweitert, am 3. März 1970 wurde er für den internationalen zivilen Passagierflugverkehr freigegeben. Wegen ständig wachsender Fluggastzahlen durch den ansteigenden Tourismus konnten immer wieder deutliche Verbesserungen der Technik und Vergrößerungen diverser Anlagen vorgenommen werden. 1999 wurde für ein Aufkommen von sechs Millionen Passagieren pro Jahr ein 42.000 m² großes, zweigeschossiges Terminal mit 42 Abfertigungsschaltern und erstmals mit geschlossenen Fluggastbrücken eröffnet. Hinzu kam ein neuer Tower sowie diverse Infrastruktur.
Das nun „alte“ Terminal aus dem Jahr 1969 wird seitdem nun als Terminal 2 für Flüge innerhalb der Kanaren, sowie für Privat- und Geschäftsflüge, genutzt.
Seit 2006 befindet sich im ersten Flughafengebäude aus dem Jahr 1938 das Museo Aeronáutico, ein Flughafenmuseum zur Geschichte des zivilen und militärischen Luftverkehrs auf der Insel.

## Flughafenanlagen

### Start- und Landebahn
Der Flughafen Lanzarote verfügt über eine Start- und Landebahn. Sie trägt die Kennung 03/21, ist 2.400 Meter lang, 45 Meter breit und hat einen Belag aus Asphalt.

### Passagierterminal
Das Passagierterminal des Flughafens hat eine Kapazität von 8,8 Millionen Passagieren pro Jahr. Es ist mit 17 Flugsteigen und sechs Fluggastbrücken ausgestattet.

## Fluggesellschaften und Ziele
Der zur Inselhauptstadt Arrecife gehörende Flughafen wird von zahlreichen deutschen Flughäfen direkt in etwa viereinhalb Flugstunden angeflogen und auch von spanischen Fluggesellschaften bedient. Im Charterverkehr fliegen auch mehrere englische Gesellschaften Lanzarote an. Die Mehrzahl der Fluggäste aus dem europäischen Ausland flog 2019 aus dem Vereinigten Königreich, Deutschland, Irland und Frankreich ein.

## Statistiken
|  |  |

| Jahr                            | Passagiere | Flugbewegungen | Fracht (t) |
| ------------------------------- | ---------- | -------------- | ---------- |
| 2000                            | 5.002.551  | 44.814         | 6.403      |
| 2001                            | 5.079.790  | 43.368         | 7.134      |
| 2002                            | 5.123.574  | 45.050         | 7.201      |
| 2003                            | 5.383.426  | 47.667         | 7.492      |
| 2004                            | 5.517.136  | 48.446         | 7.996      |
| 2005                            | 5.467.499  | 47.158         | 6.629      |
| 2006                            | 5.626.087  | 50.172         | 6.113      |
| 2007                            | 5.625.580  | 52.968         | 5.784      |
| 2008                            | 5.438.178  | 53.375         | 5.429      |
| 2009                            | 4.701.669  | 42.915         | 4.146      |
| 2010                            | 4.938.632  | 46.668         | 3.787      |
| 2011                            | 5.543.744  | 49.675         | 2.873      |
| 2012                            | 5.168.775  | 44.787         | 2.108      |
| 2013                            | 5.334.599  | 44.259         | 2.081      |
| 2014                            | 5.882.691  | 49.576         | 2.052      |
| 2015                            | 6.128.971  | 50.448         | 1.805      |
| 2016                            | 6.684.564  | 54.632         | 1.776      |
| 2017                            | 7.388.964  | 59.477         | 1.824      |
| 2018                            | 7.327.129  | 60.955         | 1.642      |
| 2019                            | 7.293.087  | 60.524         | 1.434      |
| 2020                            | 2.538.345  | 30.056         | 583        |
| 2021                            | 3.438.219  | 38.740         | 498        |
| 2022                            | 7.350.451  | 63.764         | 589        |
| 2023                            | 8.213.259  | 68.123         | 521        |
| 2024                            | 8.714.285  | 71.605         | 507        |
| Quelle: Aena Betreiberstatistik |            |                |            |